# 宝山路街道
宝山路街道是中国上海市静安区下辖的一个街道，位于闸北区东部，面积1.62平方公里。居民2.99万户，户籍人口8.62万人（2008年）。街道办事处驻青云路600号。宝山路街道历史遗址丰富。闸北区一共有12处历史遗址，而处在宝山路街道内的历史遗址有9处，具有代表性的有商务印书馆上海印刷股份有限公司的遗址。许多重点学校，例如市北中学、青云中学、三中心小学、芷江中路幼儿园都位于宝山路街道。

## 行政区划
宝山路街道境内辖有居委会23个：
通源社区、宝山路四九九弄社区、三宝社区、儒林里社区、新宝通社区、陆丰社区、象山里社区、会铁社区、王家宅社区、芷江中路二九四弄社区、宝昌路六百弄社区、通阁新村社区、新华德社区、存仁社区、宝华里社区、新汉兴社区、止园新村社区和青云路四三五弄社区。其中王家宅社区内的局北村、局南村和局西村居民居住的房屋属上海局集团的铁路物业管理。